# SMS S 62
SMS S 62 – niemiecki niszczyciel z okresu I wojny światowej, czternasta jednostka typu S 49. Okręt wyposażony był w trzy kotły parowe opalane ropą, a zapas paliwa wynosił 305 ton. Zatonął na minie na Morzu Północnym 10 lipca 1918 roku .
Zatonął na pozycji 54°47′N 4°52′E/54,783333 4,866667. Zginęło 27 osób załogi. Dowódcą okrętu, poległym podczas zatonięcia, był Diether von Roeder, na cześć którego nazwano w III Rzeszy niszczyciel „Diether von Roeder”.